# 失魂家族
《失魂家族》（法語：Sitcom）是一部1998年的法国超现实主义讽刺电影，由法蘭索瓦·歐容编剧并执导。这部电影记录了一户原本受人尊敬的郊区家庭的道德堕落，而这一堕落的开端竟然是因为购买了一只小白鼠。
影片的原名直接借鉴了美国情景喜剧的概念，这类剧集以强调传统家庭价值观和诙谐幽默而闻名。

## 剧情
这部电影围绕一个上层阶级的法国家庭展开：母亲埃莱娜（Hélène）、父亲让（Jean）、青年儿女尼古拉（Nicolas）和索菲（Sophie）、女仆玛丽亚（Maria）以及玛丽亚的黑人丈夫阿卜杜（Abdu）。一天，父亲带回家一只实验室白鼠，让埃莱娜感到非常恶心。尼古拉在一场正式的家庭晚宴上公开了自己的同性恋身份，让母亲极度不安，但宾客们却不以为然。玛丽亚的丈夫与尼古拉谈话时，透露自己也是同性恋者。
晚宴后，索菲从窗户跳下，导致她终生截瘫。由于下身失去知觉，她在与男友的性关系中转向了施虐行为，但不久后，男友却与女仆玛丽亚有了外遇。尼古拉辍学，在自己的房间内进行同性恋群体性行为。母亲无法像父亲那样接受儿子的同性恋身份，于是决定勾引他来“转化”他的性取向。女儿得知此事后，也打算勾引父亲，但遭到拒绝。
由于这些家庭纷争，母亲外出参加为期四天的团体治疗，而父亲则拒绝参加。期间，他做了一个梦：在生日时，家人、玛丽亚和她的丈夫为他准备了一个惊喜，而他随后掏出枪将他们全部射杀。当妻子打电话告诉他，家中发生的一切都是因为那只白鼠时，他将白鼠放进微波炉加热杀死，并将其作为晚餐吃掉。
当家人结束团体治疗回家后，父亲已经变成了一只人形大小的老鼠，并袭击了他们。最终，索菲用一把厨房刀将“鼠父”刺死。
最后，幸存的家庭成员以及玛丽亚和她的丈夫聚集在父亲的墓前。从他们成对出现的方式可以看出家庭关系的变化：母亲挽着女仆玛丽亚的手臂，后者在影片中已经公开了自己的同性恋身份；尼古拉则与伴侣阿卜杜一同出现；索菲虽然仍靠拐杖行走，但她似乎已经与男友大卫和解。当这些家庭成员成对地离开墓地时，一只白色的老鼠出现在父亲的墓碑上，来回跑动。

## 演员
- Évelyne Dandry 饰 母亲 / La mère
- François Marthouret 饰 父亲 / Le père
- Marina de Van 饰 索菲 / Sophie
- Adrien de Van 饰 尼古拉 / Nicolas
- Stéphane Rideau 饰 大卫 / David
- Lucia Sanchez 饰 玛丽亚 / Maria
- Jules-Emmanuel Eyoum Deido 饰 阿卜杜 / Abdu
- 让·杜谢 饰 心理治疗师 / Le psychothérapeute
- Sébastien Charles 饰 手拿西葫芦的男孩 / Le garçon aux courgettes
- Vincent Vizioz 饰 红发男孩 / Le garçon aux cheveux rouges
- Kiwani Cojo 饰 穿孔男孩 / Le garçon au piercing
- Gilles Frilay 饰 留胡子男子 / L'homme moustachu
- Antoine Fischer 饰 格雷戈里 / Le petit garçon

## 可能的灵感来源
- 在约翰·施莱辛格备受争议的电影《午夜牛郎》中，一对母子深藏的性压抑在母亲拿出一个小白色橡胶老鼠后浮现。
- 另一种灵感可能来自皮埃尔·保罗·帕索里尼的小说及其改编电影《定理》。作品讲述了一位神秘的陌生人造访一个上层阶级意大利家庭的故事。他系统性地勾引了这个家庭中每一位成员：母亲因此变得性慾亢進；父亲、女儿和儿子也各自陷入性与心理危机：父亲讓女兒陷入紧张症狀態，儿子最终意识到自己的同性恋倾向后成为艺术家。